# Vieja borracha

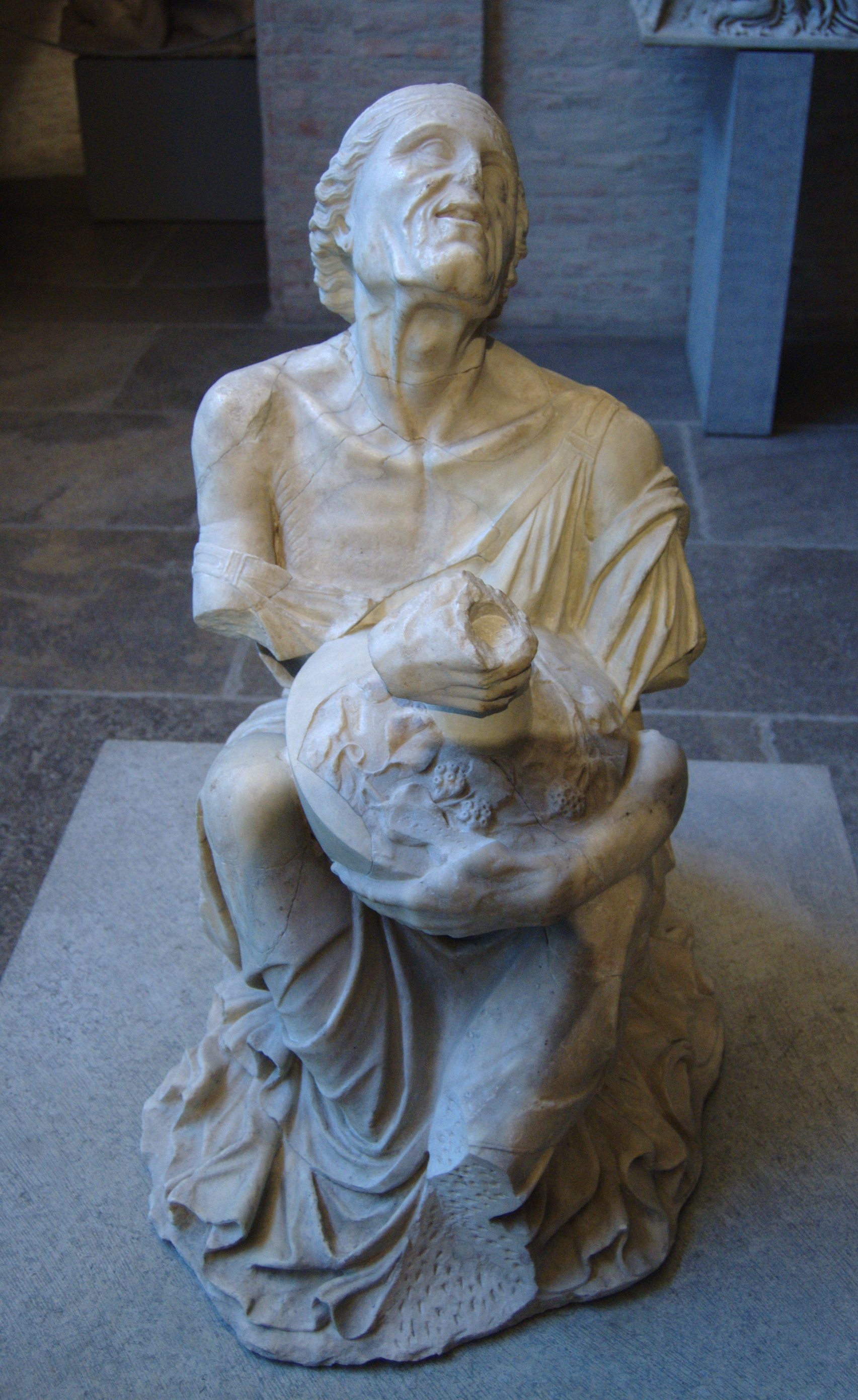
La vieja borracha; Gliptoteca, Múnich.

Vieja borracha es una estatua femenina sentada del período helenístico, que sobrevive en dos copias romanas de mármol. El original probablemente también fue hecho de mármol. Este género escultórico destaca por su marcado realismo.
La escultura original griega se perdió hace mucho tiempo, pero sobreviven dos copias romanas, una en el Museo Capitolino de Roma y la otra en la Gliptoteca de Múnich. Los especialistas consideran que la obra es una ofrenda votiva para el dios Dioniso, cuyos atributos incluyen tanto la jarra de vino como la hiedra.

## Escultura original y copias
La estatua original fue creada en el período helenístico, pero no se puede determinar el momento exacto. Los estudiosos en general la fechan a finales del siglo III a. C. sobre la base de paralelos estilísticos. La composición voluminosa, en bloque y la estructura piramidal es comparable a los escitas del Grupo del desollamiento de Marsias, que data de la primera mitad del siglo II a. C. y a la figura del Estrangulador de gansos, que data de mediados o finales del siglo III a. C.
La copia en Múnich está fechada en el siglo I d. C. y se considera la mejor. La copia capitolina está fechada en el siglo II d. C. Una tercera copia en terracota se conserva en la Villa romana del Casale en Piazza Armerina, Sicilia; se encontró en la necrópolis de Montagna di Marzo en Piazza Armerina y su cabeza ha sido reconstruida siguiendo el ejemplo capitolino.

## Ubicación

### Original
Según Plinio el Viejo, la versión original de la estatua se exhibió en Esmirna en Asia Menor. En el libro 36 de su Historia Natural, enumera 32 obras de arte de mármol significativas que no estaban ubicadas en Roma, incluida una Ano ebria (en latín, "vieja borracha"). Se dice que Mirón de Tebas la hizo, a quien incorrectamente equipara con el escultor homónimo Mirón que vivió en el siglo V a. C. Se ha sugerido Alejandría como una segunda ubicación posible del original debido al lágino que la anciana sostiene frente a ella. Este recipiente fue el origen del nombre de la láginoforia, la fiesta dionisíaca de las jarras celebrada en la urbe, que fue instaurada por Ptolomeo IV.

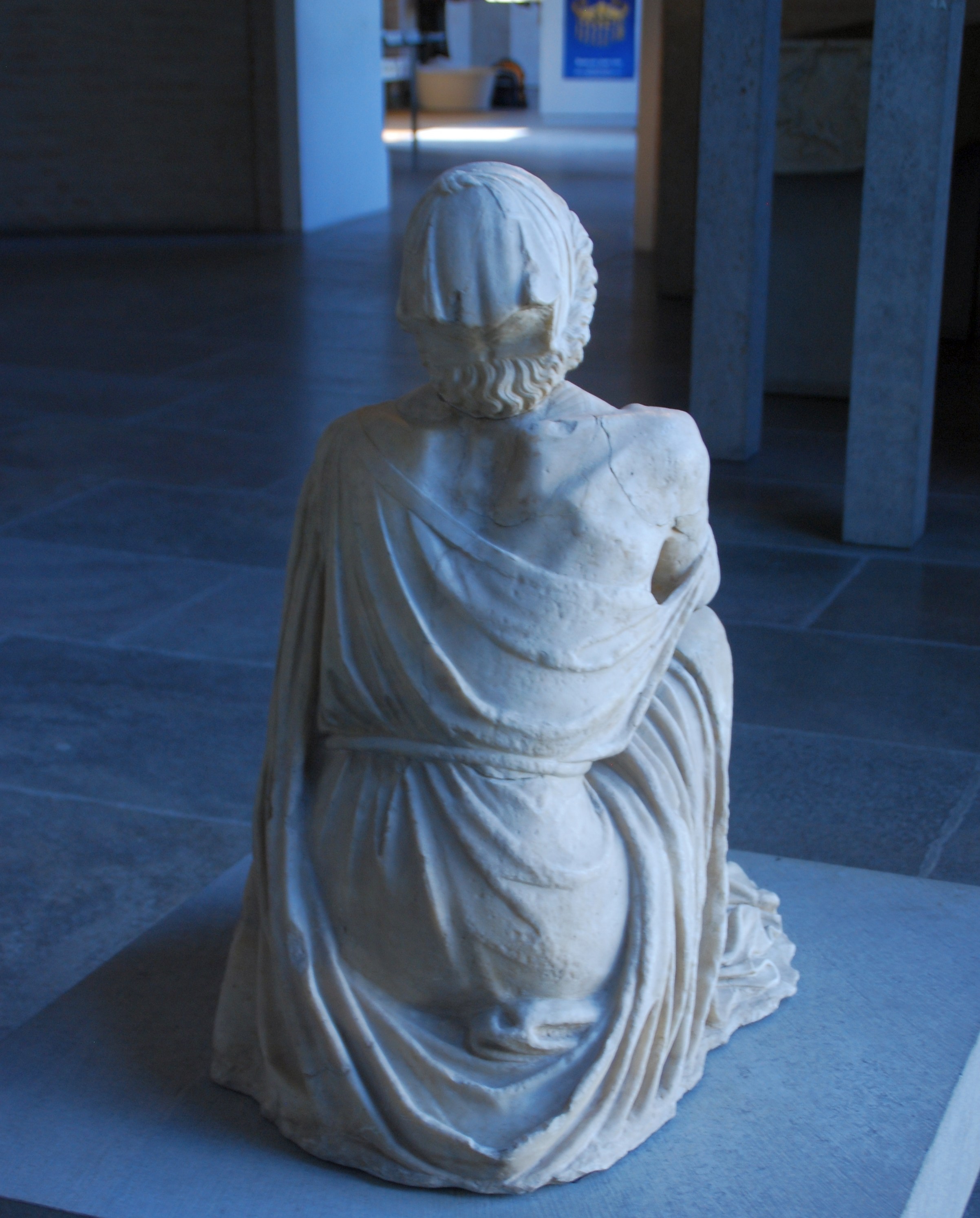
La vieja borracha, de espaldas; Gliptoteca, Múnich.

### Copia de Múnich
La estatua en la Gliptoteca de Múnich estuvo en posesión del cardenal Ottoboni en Roma desde 1700. En ese momento estaba entre las antigüedades más conocidas de la ciudad. Domenico de Rossi la incluyó en su Raccolta di statue antiche e moderne (Colección de estatuas antiguas y modernas) en 1704, que publicó junto con Paolo Alessandro Maffei. La Vieja borracha era estimada en ese momento principalmente por su expresión exultante. En 1714, Ottoboni envió la estatua a Düsseldorf como regalo para el elector Juan Guillermo. Después de un período en Mannheim, el elector Carlos Teodoro la transfirió a la Residencia de Múnich en 1803. Leo von Klenze se negó a admitirla en la Gliptoteca cuando fue establecida por el rey Luis I.
Después de 1865, la Vieja borracha se transfirió a la nueva colección de réplicas de Heinrich Brunn y se exhibió en la galería de réplicas del museo. En 1895, la estatua fue finalmente aceptada en la Gliptoteca de Múnich por Adolf Furtwängler, exhibiéndola en la "galería romana" como ejemplo de escultura griega helenística. La obra se cuenta entre las piezas maestras de la colección, junto con el Fauno Barberini y el Niño con ganso.

## Descripción

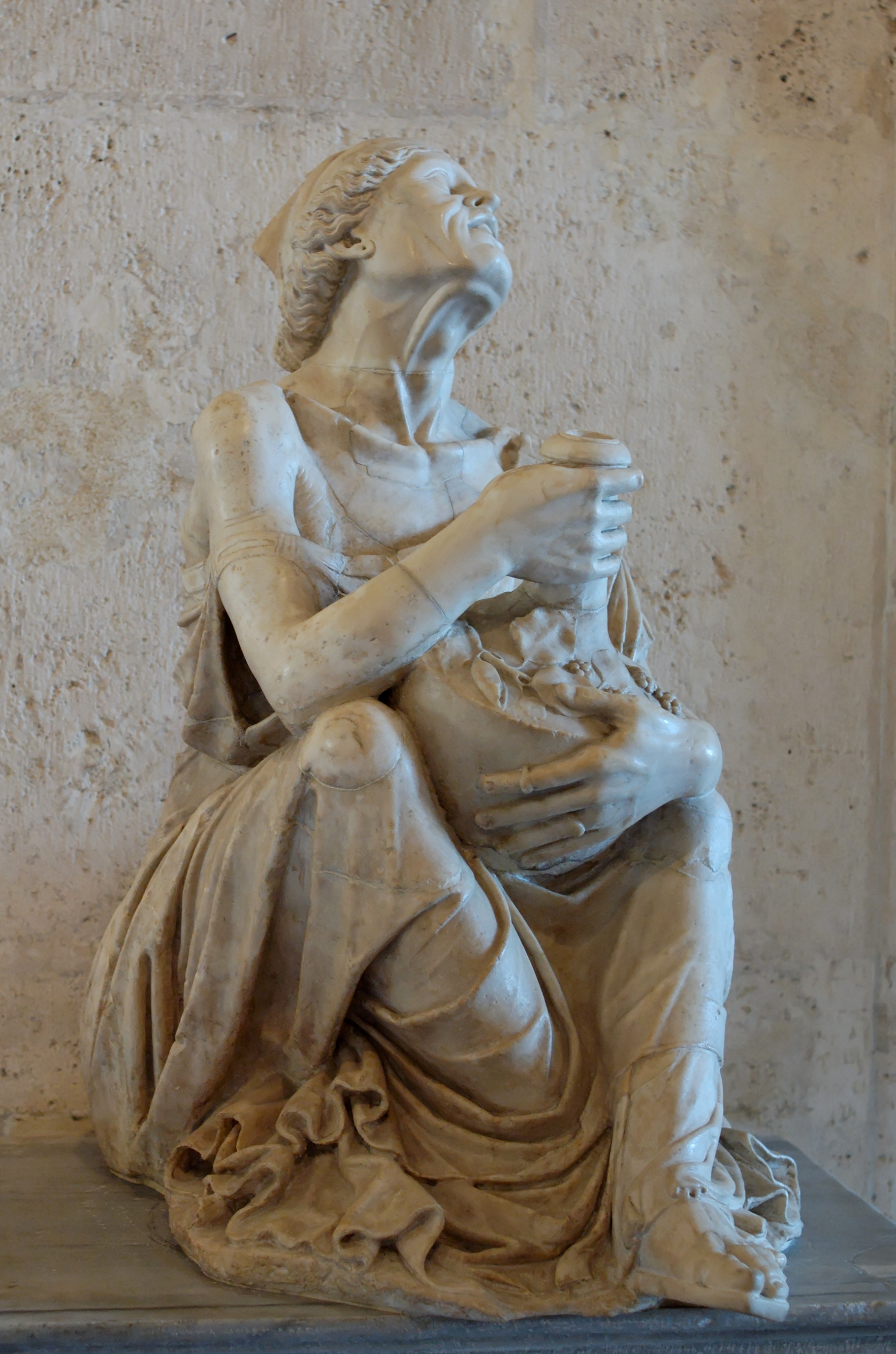
Copia en el Museo Capitolino, Roma.

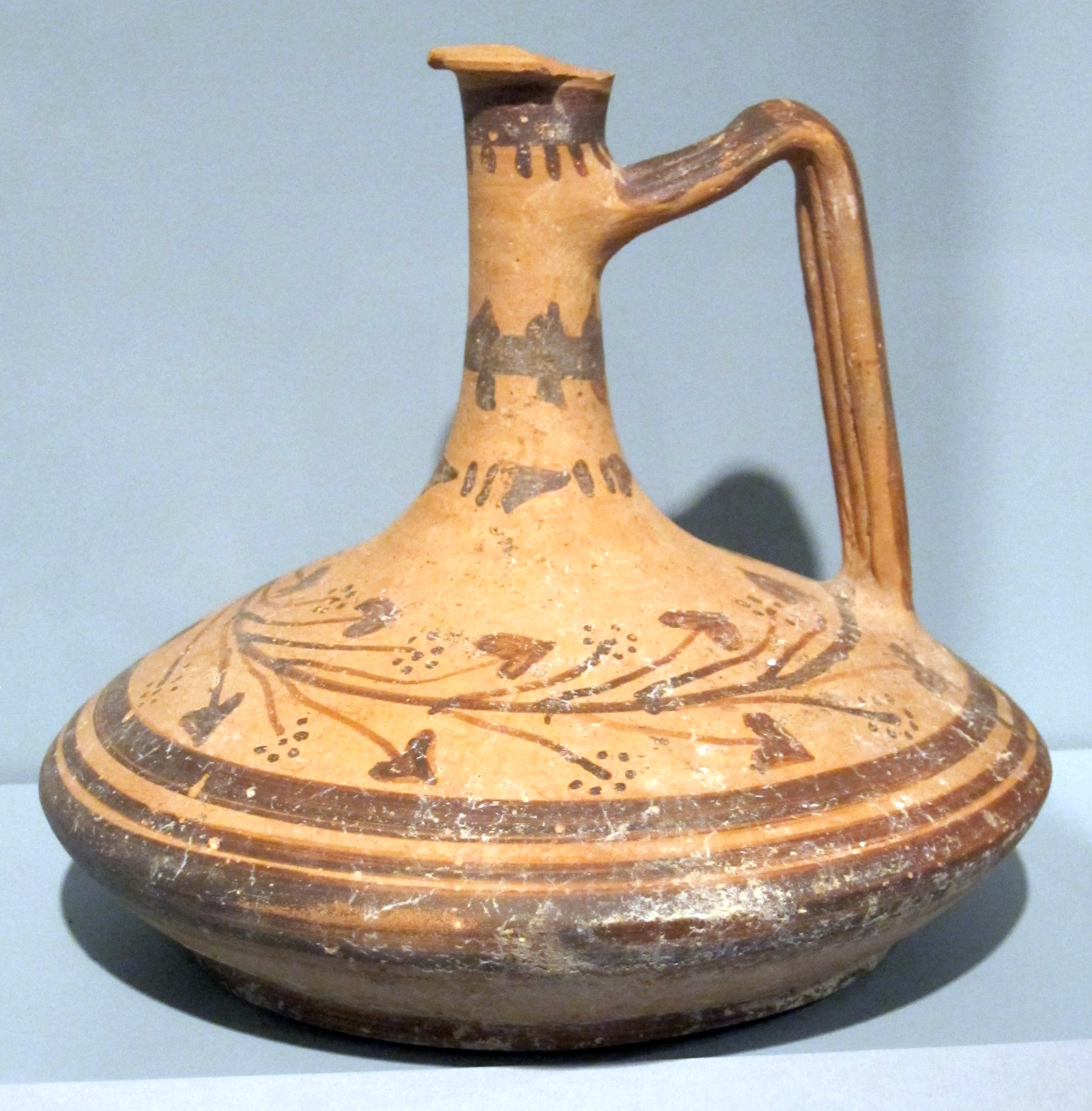
Lágino, terracota helenística.

La escultura representa a una anciana agachada en el suelo y rodeando con los brazos una garrafa panzuda de cuello largo abierta que sostiene en su regazo. Con una altura de alrededor de 92 centímetros, la estatua es de tamaño natural. La mujer se sienta en el suelo y extiende las piernas frente a ella cruzando los tobillos de manera que la pierna izquierda queda frente a la derecha. Mantiene un lágino en su regazo, agarrándolo con fuerza alrededor del cuello y el vientre. La garrafa que presumiblemente contiene vino sin mezclar, está decorada con un patrón de enredaderas de hiedra.
La mujer está vestida con un quitón que se asegura con alfileres y se ciñe en la cintura con un cinturón fino. El alfiler derecho se ha soltado deslizándose la tela de sus hombros, dejando la parte superior del cuerpo descubierta, sin exponer los senos. El motivo de la tela que se ha resbalado del hombro tenía tradicionalmente connotaciones eróticas y aparece especialmente en las representaciones de la diosa del amor, Afrodita. Sobre el quitón, la mujer llevaba una pesada capa amplia, que se ha caído al suelo y se amontona a su alrededor. La vestimenta de la mujer recuerda la moda contemporánea. La misma ropa también se encuentra en representaciones de Afrodita, ninfas y también de mujeres ilustres de la época.
En la parte superior del cuerpo expuesta, las clavículas y costillas se marcan en el escote, al igual que los omóplatos y la columna vertebral en la espalda. La piel delgada y flácida se estira sobre el esqueleto y los músculos, con las venas y tendones subyacentes representados de forma anatómicamente correcta. Una vena gruesa sube por su cuello directamente debajo de la piel y desaparece en la papada debajo de su barbilla.
Los lóbulos de las orejas perforados indican la inclusión de aretes de oro, que se han perdido. Un pañuelo en la cabeza le quita el pelo de la cara. La cabeza de la anciana está levantada, su boca ligeramente abierta y los ojos mirando al vacío. Su piel está suelta y cuelga en pliegues sobre sus mejillas y mandíbula. Las arrugas nasolabiales son pronunciadas y las patas de gallo rodean los ojos. La boca entreabierta muestra que solo conserva dos dientes. El cabello de la mujer está cuidadosamente peinado, envuelto a los lados y recogido con una banda. El pañuelo está cuidadosamente envuelto alrededor de la cabeza; unos cuantos mechones asoman en la frente, como por accidente. Lleva dos anillos en la mano izquierda, uno en el dedo índice y otro en el dedo anular, lo que junto con el atuendo y elegante peinado implica que era rica y tenía cierto estatus social. Aun así, ha perdido la compostura por efecto de la embriaguez.

## Interpretación
Paolo Alessandro Maffei pensó que la botella de vino en el regazo de la mujer era una lámpara e interpretó la cabeza levantada y la boca ligeramente abierta como una indicación de que estaba rezando a los dioses. Consideró que la anciana era una sacerdotisa de Dioniso. Heinrich Bulle argumentó en un catálogo de las piezas en exhibición de la Gliptoteca de Múnich que la figura fue concebida como un ejercicio artístico y creada para adornar el jardín de un rico y caprichoso adorador de Dioniso.
En la década de 1970 prevalecieron interpretaciones que enfatizaban la problemática social de la figura. Se afirmó que el escultor se había esforzado en hacer notar la miseria de la mujer y que se le debía atribuir una profunda simpatía por esta pobre, anciana, rechazada. Desde entonces, por otro lado, estudiosos como Ludger Alscher han visto la indiferencia hacia el sufrimiento y la mortalidad en el énfasis extremo puesto en la edad de la figura.
Paul Zanker es de la opinión de que la vieja borracha representa el topos cómico de la hetaira o hetera retirada. Desde el siglo V a. C., la anciana borracha había sido un elemento básico de la comedia griega. En las comedias, la anciana siempre se caracteriza por ser una chismosa fea, codiciosa, loca por los hombres jóvenes y una borracha. Apareció en el escenario principalmente en dos papeles: la ex nodriza y la antigua hetera. Esta figura no es un miembro de pleno derecho de la sociedad, sino una esclava, sirvienta o meteca (residente extranjera), lo que la convierte en una segura figura de diversión.
Christian Kunze también vio el tropo de la anciana borracha, pero no aceptó la identificación de Zanker con una hetaira retirada. En cambio, señaló representaciones similares en las artes menores y en fuentes literarias contemporáneas, que incluyen epigramas compuestos por poetas en los que las ancianas se describen simplemente como alcohólicas. Las representaciones en las artes menores incluyen nodrizas y hetairas, pero también borrachas gordas y chismosas. En las artes menores es notable que las representaciones incluyen todos los elementos del estereotipo, no solo la embriaguez. Por lo tanto, Kunze opina que la escultura de la vieja borracha era distinta de las representaciones de las artes menores y muy inusual para el período helenístico al centrarse únicamente en el tema de la embriaguez.  Él ve que este comportamiento ebrio se incrementa a niveles sobrehumanos, de modo que el único deseo de la mujer es su inmensa sed de vino. Por lo tanto, considera que la escultura es una representación enfocada en la embriaguez desinhibida. Reducida a esta faceta y poseída por la fuerza sobrenatural de la sed ilimitada, considera a la anciana como el equivalente mortal de los sátiros, los míticos compañeros de Dioniso. Kunze vio así a la vieja borracha como equivalente a la dedicación de una figura de un sátiro en honor a Dioniso. Creía que el apoyo para esta posición se encontraba en las representaciones de sátiros, a las que creía que Vieja borracha debía mucho en términos de postura. Así, en opinión de Kunze, ninguna identificación de la obra con un papel específico es correcta: sigue siendo una figura anónima que rinde tributo al dios a través de su embriaguez y entra así en la esfera del culto dionisíaco.
Otros investigadores han propuesto que la Vieja borracha es una especie de sacerdotisa, debido a su ropa elegante y especialmente a su pañuelo en la cabeza, aunque investigaciones recientes han argumentado que el pañuelo en la cabeza no se limita a este contexto, sino que, de hecho, era común en las representaciones de nodrizas, ancianas en contextos religiosos, antiguas heteras ancianas y ciudadanas. Elizabeth Pollard ha argumentado que el estereotipo de la vieja borracha es consistente con las imaginaciones romanas contemporáneas de cómo se verían las brujas y cómo las habría experimentado su comunidad.